# Tommaso Barnabei

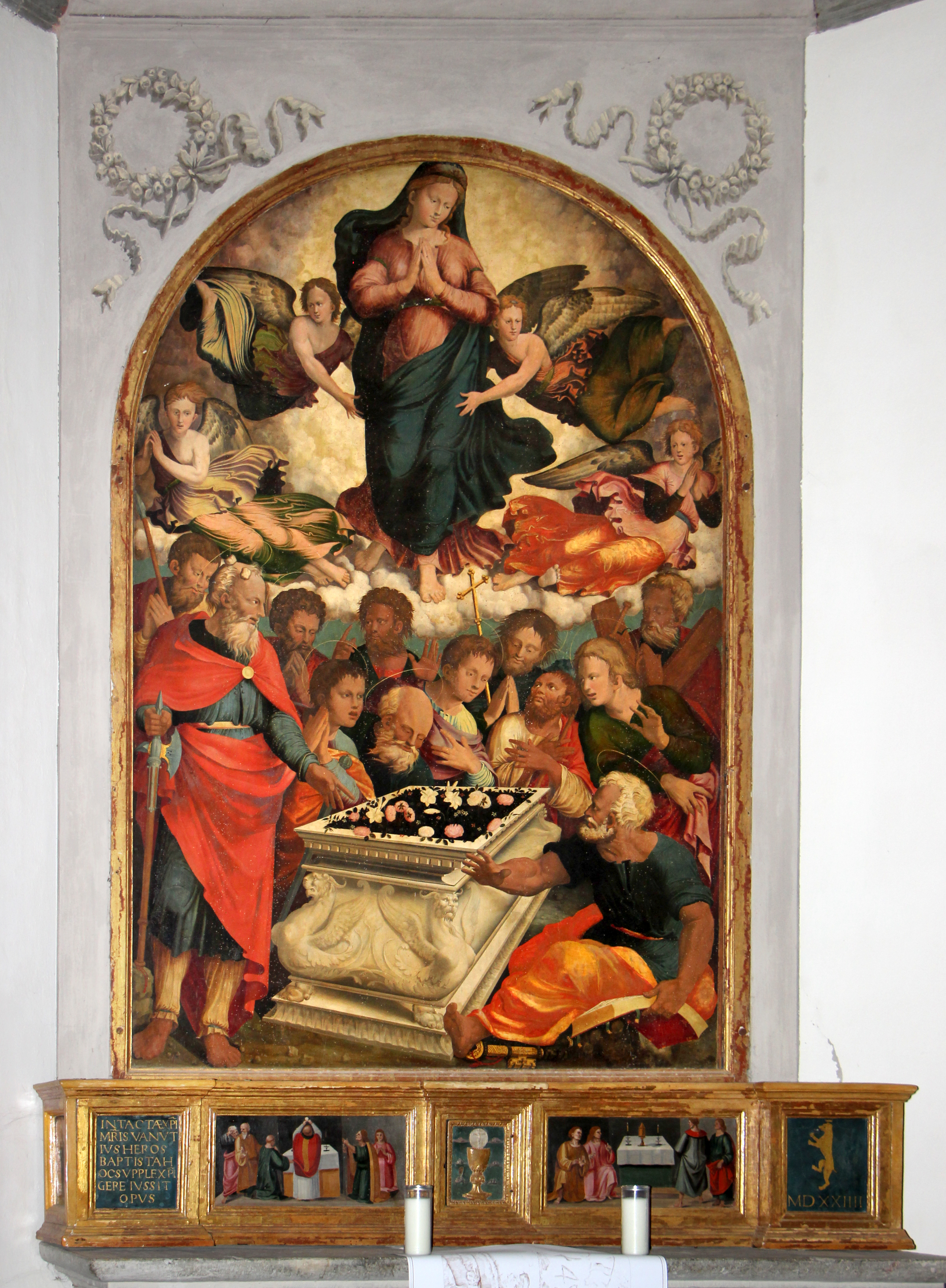
Ascension de la Vierge, Calcinaio.

 (juillet 2025).

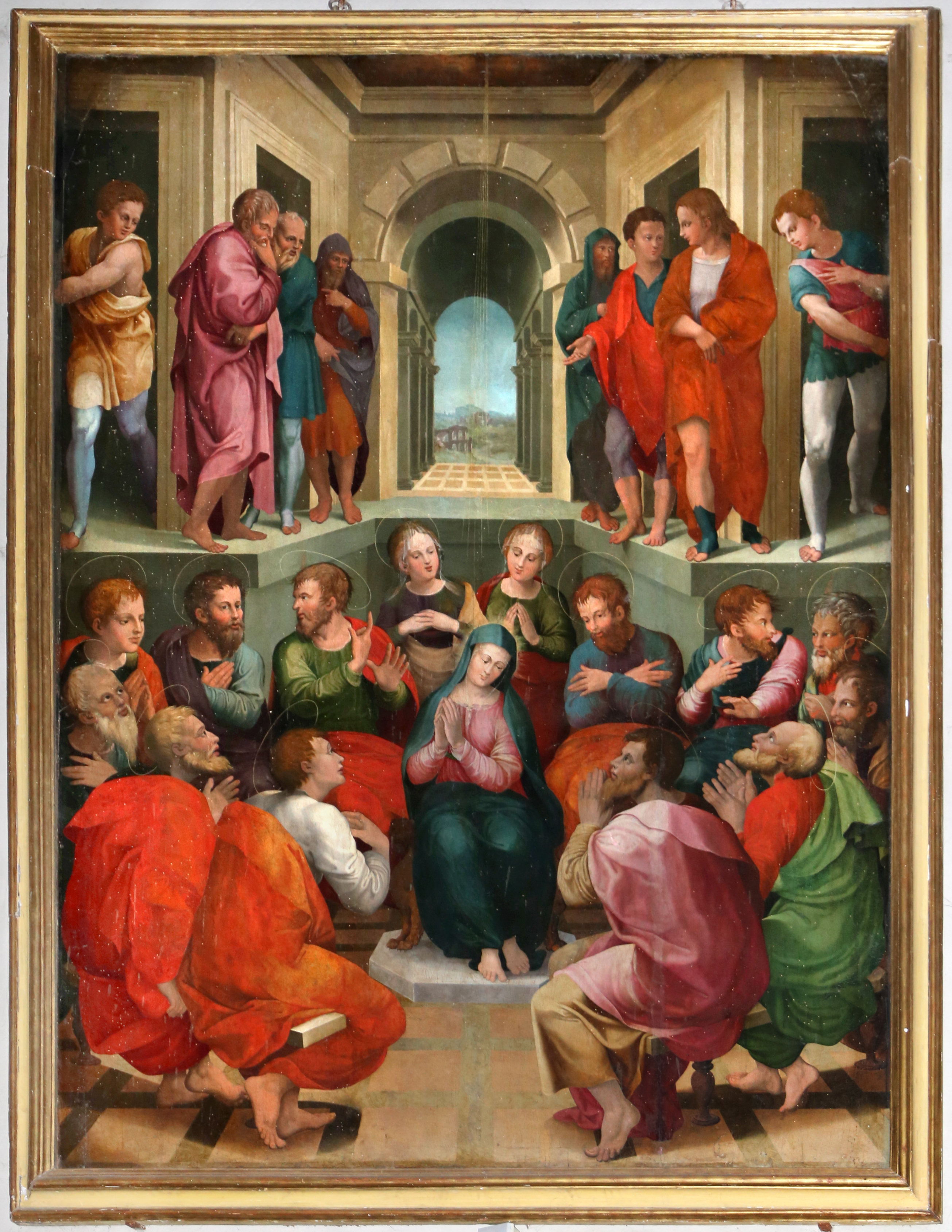
Pentecôte, Duomo de Cortone.

Tommaso Barnabei connu aussi comme Maso Papacello (né à Rome v. 1500, mort le 18 mai 1559 à Cortona (Ombrie) est un peintre italien de la haute Renaissance actif au XVIe siècle.

## Biographie
Tommaso Barnabei a été l'élève de Luca Signorelli et l'assistant de Jules Romain à Rome.
De 1523 à 1524 il a collaboré avec Giovanni Battista Caporali au palais du cardinal Passerini, près de Cortone. 
Il a peint trois tableaux  (Annonciation, Immaculée Conception et Adoration des mages) à l'église Chiesa di Santa Maria delle Grazie al Calcinaio, à Calcinaio près de Cortone.
Il s'installa finalement à Cortona où il mourut en 1559.

## Œuvres
- Annonciation, Immaculée Conception et Adoration des mages, église de Chiesa di Santa Maria delle Grazie al Calcinaio, à Calcinaio près de Cortone.
- Retable du Duomo, Cortone (dont cette Pentecôte).